# 天秤座17
天秤座17，又名BD-10 3994，HD 132230、SAO 158935、HR 5578，是天秤座的一颗恒星，视星等为6.6，位于銀經345.93，銀緯40.9，其B1900.0坐标为赤經14h 52m 48.1s，赤緯-10° 40.9′ 11″。